# اندیس لوبین زرده ۱
لوبین زرده ۱ یک اندیس فلزی است که در حوالی شهر سلطانیه استان قزوین قرار دارد و مادهٔ معدنی موجود در آن، مس است.سنگ میزبان این اندیس گرانیت است و دیرینگی آن به دوران ترشیری می‌رسد. در این اندیس، پاراژنز‌های کوارتز یافت می‌شوند.